# Ларин избор: Изгубљени принц
Ларин избор: Изгубљени принц је хрватски филм из 2012. године, темељен на популарној серији Ларин избор, а радњом се наставља на завршетак њене прве сезоне.
Пре завршетка снимања прве сезоне теленовеле, почела су говоркања како је у плану и дугометражни филм који би се требао емитовати након њеног краја. Та вест је и потврђена 25. априла 2012. године. Прва клапа филма пала је тог дана у Каштелима, а остатак филма снимао се и у Сплиту, на Корчули и на Чиову. Глумачку поставу филма чине Дорис Пинчић, Иван Херцег, Филип Јуричић, Јагода Кумрић и Стефан Капичић, који су поновили своје улоге из серије, као и Мирај Грбић и Шпиро Губерина, који су им се придружили у новим улогама.
Филм се у хрватским биоскопима почео приказивати 28. јуна 2012. године у ограниченој биоскопској дистрибуцији, а у само прва четири дана погледало га је 11.105 људи, чиме је постављен рекорд за најбоље викенд отварања неког домаћег филма у 21. веку. Материјал из филма је послужио за прве 3 епизоде друге сезоне серије.

## Радња
Радња филма почиње пет-шест година након завршетка прве сезоне серије, када сазнајемо да је Лара завршила у самостану, а Јаков бесциљно рибари морем. Кад са својом барком пристане на једном острву, уплете се у тучу и не знајући да тамо живи његов полубрат Динко, који Лариног и Јаковљевог сина одгаја као да му је властити. На исто острво стиже и нови лучки капетан, а то је Мате са вереницом Никол, Јаковљевом сестром.

## Улоге
| Глумац         | Улога                               |
| -------------- | ----------------------------------- |
| Дорис Пинчић   | Лара Златар / сестра Аурора         |
| Иван Херцег    | Јаков „Јаша” Златар                 |
| Филип Јуричић  | Динко Билић / Виктор Морлаци        |
| Јагода Кумрић  | Николина „Никол” Златар             |
| Стефан Капичић | Никола „Никша” Иванов               |
| Дино Рогић     | Мате Шкопљанац                      |
| Давид Шикић    | Јаков „Злаја” Златар / Ноел Морлаци |
| Мирај Грбић    | Џин                                 |
| Филип Радош    | градоначелник Деполо                |
| Шпиро Губерина | рибар Шиме                          |